# Mario Ciaccia
Mario Ciaccia (Roma, 19 novembre 1947) è un politico, magistrato e scrittore italiano.

## Biografia
Nato il 19 novembre 1947 a Roma, Ciaccia si è laureato in giurisprudenza. È iscritto all'ordine degli avvocati di Roma, patrocinante in Cassazione ed è abilitato all'insegnamento delle discipline giuridiche ed economiche. Ha ricoperto numerosi incarichi sia nel settore pubblico che privato. È stato magistrato della Corte dei conti, è presidente di sezione onorario della Corte dei Conti. Ha ricevuto l'onorificenza per Grande ufficiale e la medaglia d'oro da parte dell'ordine degli avvocati di Roma.
Dal 29 novembre 2011 al 28 aprile 2013 è stato viceministro delle infrastrutture e dei trasporti nel governo Monti. Durante il suo mandato ha proposto l'encomio solenne a Gregorio de Falco «per l’impegno profuso» nelle operazioni di soccorso a passeggeri ed equipaggio della nave da crociera Costa Concordia durante il suo naufragio.

## Riconoscimenti

### Onorificenze della Repubblica italiana
- Medaglia d'oro del Consiglio dell'Ordine degli Avvocati di Roma

## Incarichi principali
- 2025 Confermato Consigliere di amministrazione di Intesa Sanpaolo Private Banking per il triennio 2025/2027
- 2022 Nominato Consigliere di Amministrazione di Intesa Sanpaolo Private Banking per il triennio 2022/2024
- 2020/2021 Componente Consiglio di Amministrazione e Comitato per il Controllo sulla Gestione di UBI banca - Gruppo Intesa Sanpaolo
- 2019 Componente del Comitato strategico del Centro di Studi Euro-Asiatici- CSEA
- 2016 Componente del Comitato per regole comuni negli investimenti e infrastrutture tra Italia e America latina

- 2011/2013 Viceministro delle Infrastrutture e dei Trasporti
- 2008/2011 Amministratore delegato e Direttore Generale di Banca Infrastrutture Innovazione Sviluppo SpA
- 2007/2008 Presidente e Amministratore delegato di Banca OPI
- 2006/2007 Amministratore delegato e Direttore Generale di Banca Intesa Infrastrutture e Sviluppo
- 2003 Attività di docenza presso le Università IULM di Milano e Tor Vergata di Roma
- 2002/2006 Responsabile della direzione Stato e Infrastrutture di Banca Intesa
- 2001/2002 Capo di gabinetto del ministero dei Beni e delle Attività Culturali della Repubblica Italiana, oggi Ministero dei beni e delle attività culturali e del turismo
- 1999/2001 Capo del dipartimento per le riforme istituzionali presso la Presidenza del Consiglio dei ministri
- 1996/1998 Capo di gabinetto vicario del Ministero delle comunicazioni
- 1995/1996 Consigliere giuridico del Ministero delle poste e delle telecomunicazioni
- 1988/1991 Componente dell'organo di autogoverno della Corte dei conti
- 1982/2002 Magistrato della Corte dei conti

## Pubblicazioni
- Una APP Renovada Para La Recuperacion Economica Estructural. - Paginas De Derecho Publico (Marcial Pons, 2024 pp.183 e ss.)
- Investimenti ESG: Responsabilità Sociale e Ambientale di Imprese e Istituzioni Finanziarie. Roma e America (collana di studi giuridici latinoamericani n.16, 2024, pp. 151 e ss.)
- Ambiente Sviluppo Tecnologia Cooperazione Umana E Ruolo Del Diritto. A cura di R.Barra, R.Cardilli, M.Ciaccia, C.Mirabelli. Universita’ degli studi di Roma Tor Vergata. Centro di studi giuridici latinoamericani  (CEDAM 2024)
- Desarrollo Global Y Sostenibilidad En La Pospandemia.Derecho,Economia Y Tecnologia . Una APP renovada para la recuperacion economica estructural (Ed.RAP ottobre 2022) pp.121 e ss.
- La pubblica Amministrazione e gli Appalti: speditezza, efficienza e garanzie. Atti del convegno Roma-14/4/2021  (Herald Editore ottobre 2021) pp.49 e ss.
- Istituzioni Economia Sviluppo. Vecchi e nuovi problemi nel dopo emergenza a cura di Cardilli R. Ciaccia M. Mirabelli C. (Libro- Universitalia 2020)
- Diritti umani e diritto alla salute: Deglobalizzazione e ricerca di un nuovo ordine mondiale pp.41 e ss; Malaburocrazia e Iper-Regolamentazione pp.113 e ss.in Istituzioni Economia Sviluppo. Vecchi e nuovi problemi nel dopo emergenza (Universitalia 2020)
- Emergencia Sanitaria Global: su impacto  en las Instituciones Juridicas. Tutela dei diritti umani: diritto alla salute e globalizzazione (Ed.RAP luglio 2020) pp. 84 e ss.
- Rispetto e Invarianza delle regole. Progettazione, bancabilità e valore del tempo. Regole Comuni su Investimenti e Partenariato Pubblico Privato per le infrastrutture. Roma e America (Collana di studi giuridici latino americani n. 13, 2019 pp 43 e ss);
- La collaboracion publica-privada en la infraestructura digital. Papel y perspectivas de las Empresas de Pequeno y Mediano Tamano (PYMES), in Regole Comuni (2019) cit. pp.319 e ss.
- Regole comuni su investimenti e Partenariato Pubblico Privato per le infrastrutture - Europa e America Latina a cura di Barra R., Cardilli R., Ciaccia M., Mirabelli C., Università degli studi di Roma Tor Vergata, Centro di Studi Giuridici Latino Americani, (CEDAM 2019)
- Chang’an e Roma. EurAsia e via della Seta. Diritto, Società, Economia. Corridoi infrastrutturali e sostenibilità finanziaria ( CSEA, Collana di Studi Euroasiatici n.1, Wolters Kluwer pp. 675 e ss.)
- Il ruolo dei project bond per il finanziamento delle infrastrutture nel mondo - Cooperazione Pubblico - Privato e Infrastrutture, Roma e America (Collana di studi giuridici Latinoamericani n.12. Wolters Kluver, 2018 pp. 83 e ss.)
- Trattato sulla nuova configurazione della giustizia contabile - Il Partenariato Pubblico Privato. Peculiarità e ipotesi di responsabilità amministrativa (Editoriale Scientifica, gennaio 2018, pp. 1039 e ss.)
- Quaderni C.R.I.A. n.1 - Tratti essenziali del PPP e della sua disciplina in Italia (Universitalia di Onorati srl, giugno 2017)
- Infraestructura pública y participatión privada: instrumentos de financiación (Revista Argentina del Règimen de la Administraciòn Pùblica, 2016)
- Il D.LGS. N.231/2001 sulla responsabilità da reato delle imprese e l'organismo di vigilanza: questioni aperte a cura di Ciaccia - Serino (Rivista Corte dei Conti, 2015)
- Dannata Burocrazia - Da macigno sopra cittadini e imprese a motore di sviluppo (Aracne Editrice, 2013)
- Missione Crescita - La passione di una vita, i progetti per il futuro (Aracne Editrice, 2013)
- La cooperazione pubblico-privato: tra funzione pubblica e iniziative economiche. Vol. collettaneo (Università degli studi di Tor Vergata/CNR, 2010)
- Logistica e Finanza: le relazioni possibili (Estr. Rassegna Economica Rivista Internazionale di Economia e Territorio, n. 2/dicembre 2007)
- Inversiones. Infraestructura – Il sistema italiano di cofinanziamento pubblico-privato delle grandi infrastrutture e sue condizioni di fattibilità secondo l'esperienza sinora maturata ( Revista Argentina del Règimen de la Administraciòn Pùblica – Ano XXX 350 – 2007)
- Autonomia delle istituzioni scolastiche – Manuale di gestione amministrativo-contabile - II Edizione, a cura di Ciaccia – Filocamo (RISA, 2004)
- Il controllo referente della Corte dei Conti sugli enti a cui lo Stato contribuisce in via ordinaria (Riv. Amministrazione e Contabilità dello Stato e degli Enti Pubblici, n. 4/2003)
- Autonomia delle istituzioni scolastiche – Manuale di gestione amministrativo-contabile, a cura di Ciaccia – Filocamo (RISA, 2002)
- Controlli gestori, in convegno di studi Il controllo sulla gestione delle P.A.: dalla “legge” al “manuale” (Atti convegno seminario permanente sui controlli Corte dei conti, 1999)
- Il controllo della Corte dei conti nella dinamica delle riforme istituzionali (Convegno di studi su controlli strategici, controlli direzionali e controlli di valutazione, in atti convegno seminario permanente sui controlli Corte dei Conti, 1999)
- Amministrazioni pubbliche: controlli gestori, misurazione dell'attività, strumenti di analisi, qualità dei servizi, a cura di Ciaccia – Serino (CEDAM, 1997)
- La misurazione dell'attività: indicatori di gestione, indici di bilancio, indicatori finanziari di autonomia e funzionalità gestoria (Rass Il Consiglio di Stato, n. 12/1995)
- Servizi pubblici e controlli gestori: indici di efficienza e di efficacia (Rass. Il Consiglio di Stato, n. 9/1995)
- Brevi riflessioni sul ruolo della Corte dei conti per assicurare il buon andamento, la legalità e la trasparenza dell'Amministrazione – Convegno di studi su Trasparenza, legalità e buon andamento. Il ruolo della Corte dei conti e delle altre Magistrature (Ed. Italedi, 1993)
- Il controllo della Corte dei conti ai sensi dell'art. 100 della Costituzione dopo la privatizzazione degli Enti pubblici economici (Rass. T.A.R., n. 11/1992)
- La disciplina dei pubblici servizi nella legge 8 giugno 1990, n. 142 sull'ordinamento delle autonomie locali: natura degli organismi gestori, problemi di giurisdizione e responsabilità amministrativa (Rivista Corte dei conti, 4/1990)
- Note in materia di controllo e giurisdizione sui conti consuntivi degli Enti locali della Regione Trentino-Alto Adige dopo la sentenza della Corte Costituzionale 17 maggio 1975, n. 114 (Rass. Il Consiglio di Stato n.3/1987)
- Ingegneri e Architetti - Ordinamento professionale e previdenza sociale” (Estr. dall'App. del Novissimo Digesto Italiano, 1983)
- Geologi - Ordinamento professionale (Estr. dall'App. del Novissimo Digesto Italiano, 1982)
- Geometri - Ordinamento professionale e previdenza sociale (Estr. dall'App. del Novissimo Digesto Italiano, 1982)
- La diffida nel procedimento di formazione del silenzio-rifiuto (Rass. Il Consiglio di Stato n. 3/1978)
- Competenza dei geometri in tema di piani di lottizzazione (Rass. Il Consiglio di Stato n. 10/1977)
- Sulla natura giuridica delle comunità israelitiche (Rass. I.T.A.R. n. 10/1977)

- Gli Enti di patronato nella prospettiva della sicurezza sociale, a cura di Ciaccia-Stipo (Rass. Il Consiglio di Stato, n. 3/1977)

## Interventi
- VII Seminario Internazionale Chang’an e Roma. Incontro delle due culture. Imprenditorialità e Sostenibilità sulla via della seta. Economia Tecnologia. Intervento su: “ Mondializzazione dei Mercati e Sistema Finanziario “ (Xi’an - 28/29 giugno 2025)
- Congreso Internacional, Bases para la reconstruccion de la sociedad: economia, derecho y tecnologia. Intervento su “Investimenti Regole Mercati” (Buenos Aires, 3-4 dicembre 2024)
- Seminario Internazionale “La riforma della legge cinese sulle società di capitali “. Intervento su “ L’importanza delle regole per gli investimenti “ (Università degli Studi di Brescia,  17 maggio 2024)
- VI Seminario Internazionale Chang’an e Roma. Incontro delle due culture.Via della seta e vie della pace. Intervento su “Tecnologie e infrastrutture in un partenariato globale per uno sviluppo sostenibile economico e ambientale“ (Villa Mondragone, 27 settembre 2023)
- Congresso Internazionale - Ambiente, Sviluppo, Tecnologia, Cooperazione Umana e Ruolo del Diritto. Investimenti ESG: responsabilità sociale e ambientale delle imprese e delle istituzioni finanziarie (CNEL , 15-16 febbraio 2023)
- V Seminario Internazionale Chang’an e Roma. Via della Seta e Solidarietà Eurasiatica. Tavola Rotonda: Diritto, Economia,Tecnologia e Salute Pubblica. Intervento su “Attualità e Sostenibilità di grandi progetti infrastrutturali" (3 dicembre 2021)
- Congreso International: Desarrollo Global y Sostenibilidad en la Postpandemia.” Un rinnovato PPP per una ripresa economica strutturale” (Argentina, 25-26 novembre 2021)
- Congreso Internacional de Derecho Administrativo. Intervento su “ Proteccion de los derechos humanos :derecho a la salud y globalizacion (Buenos Aires,Argentina, 11-13 novembre 2020)
- Tavola rotonda - Nuove regole per uno Sviluppo Sostenibile, (Istituto della Enciclopedia Italiana, novembre 2019)
- Congresso Internazionale - Infrastrutture: sostenibilità economica e ambientale. Chang’an e Roma: Via della Seta e Armonizzazione del Diritto (Xi’an 11-13 maggio 2019)
- Congresso Internazionale - Regole comuni per investimenti e PPP in infrastrutture Europa e America Latina - Il PPP nella infrastruttura digitale. Ruolo e prospettive delle Piccole e Medie Imprese (Buenos Aires, Argentina - 6 settembre 2018)
- Congresso Internazionale - Regole comuni per investimenti e PPP in infrastrutture Europa e America Latina - Il PPP e sue prospettive di Certezza Giuridica e di Sviluppo Economico (Buenos Aires, Argentina - 7 settembre 2018)
- Le Piccole e Medie Imprese come strumento di sviluppo regionale (Argentina, Salta 4 settembre 2018)
- III Seminario internazionale Chang'an e Roma: Via della Seta e EurAsia. Corridoi infrastrutturali e sostenibilità finanziaria. (Roma 11 - 13 settembre 2017)
- XVIII Congresso Paranaense de Direito Administrativo e II Congresso Italo Latino-Americano de Direito da Infraestrutura. Rivoluzione mondiale nelle infrastrutture: Investimenti per la modernizzazione dello Stato (Brasile, Curitiba, 22 - 25 agosto 2017)
- Congresso internazionale - Regole comuni su investimenti e partenariato pubblico privato per le infrastrutture. Progettazione, bancabilità e valore del tempo (Roma, 6-7 luglio 2017)
- La cooperazione pubblico-privato per lo sviluppo economico - Realizzazione e gestione di infrastrutture (Camera dei Deputati, Roma - 2016)
- Congresso International V Jornadas de Administration e Justicia - intervento sui diritti umani e infrastrutture (Buenos Aires, Argentina - 2015)
- Conferenza presso l'Universidad Austral de Buenos Aires - intervento su partenariato pubblico e privato e project bond (Buenos Aires, Argentina - 2015)
- X Congresso Cisl - Tra reti TEN-T e insufficiente programmazione territoriale. Ripartire dalle infrastrutture (Chia, Sardegna - 2013)
- III Forum Latino - Americano sul Public Management (Curitiba, Brasile - 2011)
- II giornata Latino - Americane e III giornate Italo - Argentine di diritto pubblico (San Luis, Argentina - 2010)
- III giornata Italo - Argentina di diritto pubblico (Salta, Argentina -  2006)

## Altre attività
- 2011 Socio del Circolo Canottieri Aniene
- 2010 Membro di IBAC Roma (International Business Advisory Council 2010)
- 2010 Socio Relatore di Business Club Italia
- 2009 Comitato di Presidenza Associazione CIVITA
- 2009 Membro di Giuria Accademia Cinema Italiano Premio David di Donatello
- 2007 Rappresentante Generale di Giunta presso Unindustria – Unione degli Industriali e delle Imprese di Roma, Frosinone, Rieti e Viterbo (già Unione degli Industriali e delle Imprese di Roma) e Rappresentante aggiuntivo UIR nella Giunta di Confindustria Lazio, confermato nell'incarico nel gennaio 2011
- 2004 Socio aggregato de La Casa dell'Aviatore
- 2004/2010 Consigliere CdA Intesa Sanpaolo Formazione ScpA
- 2004/2005 Presidente della Società ARCUS
- 2004 Membro Comitato Direttivo IAI (Istituti Affari Internazionali), confermato nell'incarico nell'ottobre 2010
- 2004 Membro Comitato Direttivo Associazione Amici Accademia dei Lincei